# سیارک ۸۴۴۴۷
سیارک ۸۴۴۴۷ (به انگلیسی: 84447 Jeffkanipe، نامگذاری:2002TU240) هشتاد و چهار هزار و چهارصد و چهل و هفتمین سیارک کشف شده‌است که در ۶ اکتبر ۲۰۰۲ کشف شد.